# World Championship Series StarCraft II 2018
Navigation
WCS StarCraft II 2017 WCS StarCraft II 2019
La World Championship Series StarCraft II 2018 (WCS) ou Championnat du monde StarCraft 2 2018 est l'édition 2018 des StarCraft II World Championship Series, le principal circuit de tournois pour StarCraft II. Il se sépare endeux région : les World Championship Series Corée et les World Championship Series Circuit, qui qualifient chacunes huit joueurs pour les finales mondiales.
Les finales 20218 ont reçu une plus grande couverture que la plupart des événements précédents lorsque le joueur professionnel finlandais Joona « Serral » Sotala est devenu le premier champion du monde non coréen de la série StarCraft,,.

## Format
La World Championship Series StarCraft II 2018 a été divisée en deux régions, WCS Circuit et WCS Corée. Le premier comprenait quatre grands événements accompagnés de qualifications sous la marque WCS Challenger, tandis que le second comprenait trois saisons de la longue Global StarCraft II League (GSL) Code S avec deux événements plus petits du GSL Super Tournament entrecoupés. Deux événements mondiaux partagés de la série de championnats du monde ont réuni des joueurs des deux régions avant la finale mondiale. Tous ces événements ont donné lieu à des points WCS Circuit et/ou WCS Corée qui ont déterminé le classement des finales mondiales.
À la suite de l'introduction du War Chest pour les finales mondiales de 2017, deux événements ont bénéficié d'un financement participatif War Chest en 2018, avec 150 000 $ et 200 000 $ ajoutés aux cagnottes des finales mondiales de l'IEM Katowice et du WCS, respectivement,.
Les vainqueurs des étapes du circuit WCS, des événements GSL Code S et de l'IEM Katowice reçoivent une qualification automatique.

## Résultats

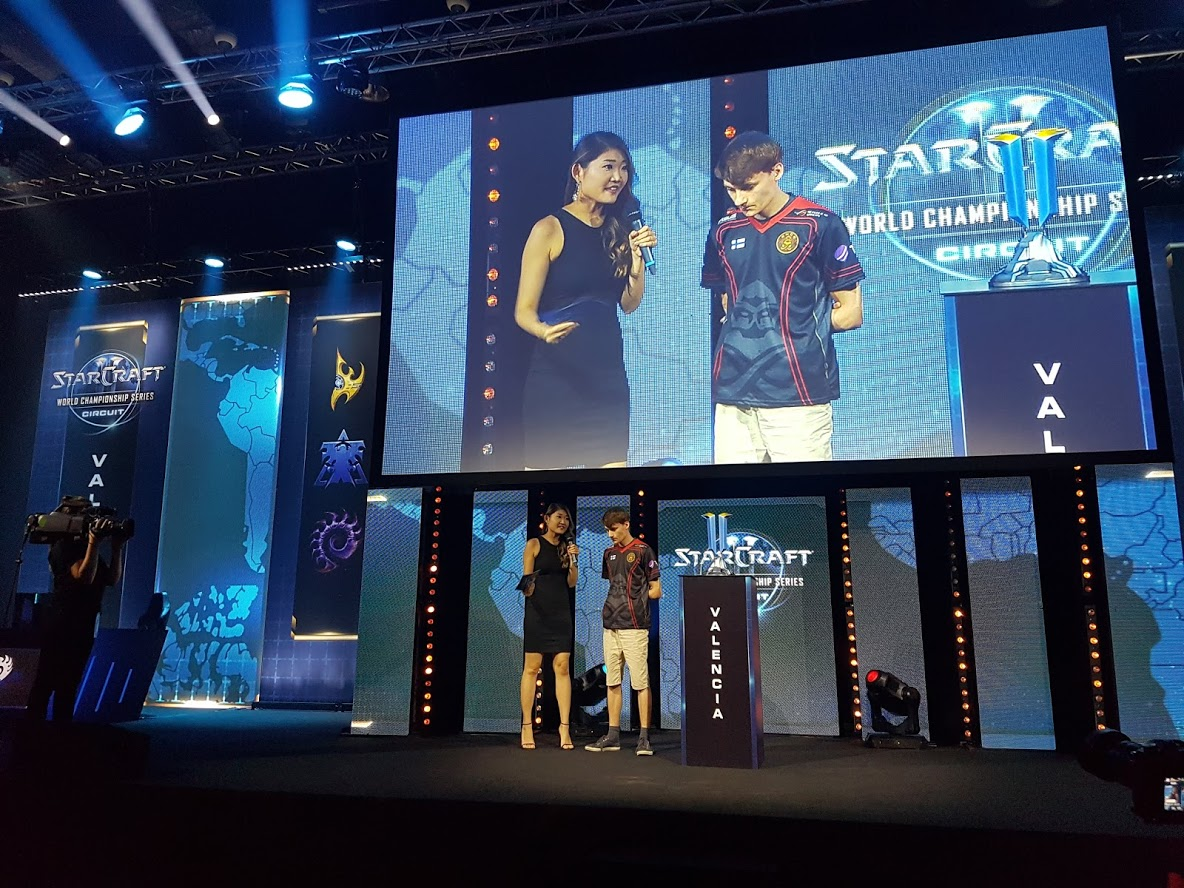
Joona « Serral » Sotala et Sue « Smix » Lee au WCS Valencia 2018

Pour la première fois dans la compétition StarCraft II, les deux régions ont vu tous leurs grands événements remportés par une seule personne. Pour le circuit WCS, c'est Joona « Serral » Sotala qui a remporté les quatre étapes et tous les événements Challenger européens associés. Pour le WCS Corée, c'était Cho « Maru » Seong Ju, qui a remporté les trois saisons du GSL Code S. L'événement mondial WCS IEM Katowice a été remporté par le champion WCS de l'année précédente, Lee « Rogue » Byung Ryul, l'autre événement mondial WCS, GSL vs. the World, étant remporté par Joona « Serral » Sotala, marquant ainsi le premier champion non coréen de la GSL.

### Finales mondiales
La finale mondiale du WCS s'est tenue au Anaheim Convention Center à Anaheim, en Californie, dans le cadre de la BlizzCon 2018. Ils ont présenté une phase de groupe comme premier tour de jeu, jouée la semaine précédente dans le cadre de la semaine d'ouverture de la BlizzCon 2018, suivie d'un jeu de bracket à partir des quarts de finale au centre de congrès lui-même.
Les seize joueurs qualifiés sont répartis en quatre groupes de quatre joueurs pour le premier tour en fonction de leur classement régional. Un tirage au sort est effectué pour les quarts de finale, les vainqueurs de chaque groupe affrontant les deuxièmes des autres groupes.
|  | Quarts de finale (Bo5) | Quarts de finale (Bo5) | Quarts de finale (Bo5) | Quarts de finale (Bo5) |       |       | Demi-finales (Bo5) | Demi-finales (Bo5) | Demi-finales (Bo5) | Demi-finales (Bo5) |  |  | Finale (Bo7)  | Finale (Bo7)  | Finale (Bo7)  | Finale (Bo7)  |
|  |                        |                        |                        |                        |       |       |                    |                    |                    |                    |  |  |               |               |               |               |
|  | Date inconnue          | Date inconnue          | Date inconnue          | Date inconnue          |       |       | Date inconnue      | Date inconnue      | Date inconnue      | Date inconnue      |  |  | Date inconnue | Date inconnue | Date inconnue | Date inconnue |
|  | Date inconnue          | Date inconnue          | Date inconnue          | Date inconnue          |       |       | Date inconnue      | Date inconnue      | Date inconnue      | Date inconnue      |  |  | Date inconnue | Date inconnue | Date inconnue | Date inconnue |
|  | Maru                   | Maru                   | 1                      | 1                      |       |       | Date inconnue      | Date inconnue      | Date inconnue      | Date inconnue      |  |  | Date inconnue | Date inconnue | Date inconnue | Date inconnue |
|  | Maru                   | Maru                   | 1                      | 1                      |       |       | Date inconnue      | Date inconnue      | Date inconnue      | Date inconnue      |  |  | Date inconnue | Date inconnue | Date inconnue | Date inconnue |
|  | sOs                    | sOs                    | 3                      | 3                      |       |       | Date inconnue      | Date inconnue      | Date inconnue      | Date inconnue      |  |  | Date inconnue | Date inconnue | Date inconnue | Date inconnue |
|  | sOs                    | sOs                    | 3                      | 3                      | sOs   | sOs   | 0                  | 0                  |                    |                    |  |  | Date inconnue | Date inconnue | Date inconnue | Date inconnue |
|  | Date inconnue          |                        |                        |                        | sOs   | sOs   | 0                  | 0                  |                    |                    |  |  | Date inconnue | Date inconnue | Date inconnue | Date inconnue |
|  |                        |                        | Stats                  | Stats                  | 3     | 3     |                    |                    |                    |                    |  |  | Date inconnue | Date inconnue | Date inconnue | Date inconnue |
|  | SpeCial                | SpeCial                | Stats                  | Stats                  | 3     | 3     | 1                  | 1                  |                    |                    |  |  | Date inconnue | Date inconnue | Date inconnue | Date inconnue |
|  | SpeCial                | SpeCial                | Date inconnue          |                        |       |       | 1                  | 1                  |                    |                    |  |  | Date inconnue | Date inconnue | Date inconnue | Date inconnue |
|  | Stats                  | Stats                  | 3                      | 3                      |       |       |                    |                    |                    |                    |  |  | Date inconnue | Date inconnue | Date inconnue | Date inconnue |
|  | Stats                  | Stats                  | 3                      | 3                      | Stats | Stats | 2                  | 2                  |                    |                    |  |  |               |               |               |               |
|  | Date inconnue          |                        |                        |                        | Stats | Stats | 2                  | 2                  |                    |                    |  |  |               |               |               |               |
|  |                        |                        | Serral                 | Serral                 | 4     | 4     |                    |                    |                    |                    |  |  |               |               |               |               |
|  | Rogue                  | Rogue                  | Serral                 | Serral                 | 4     | 4     | 3                  | 3                  |                    |                    |  |  |               |               |               |               |
|  | Rogue                  | Rogue                  |                        |                        |       |       |                    |                    |                    |                    |  |  |               |               |               |               |
|  | TY                     | TY                     | 2                      | 2                      |       |       |                    |                    |                    |                    |  |  |               |               |               |               |
|  | TY                     | TY                     | 2                      | 2                      | Rogue | Rogue | 1                  | 1                  |                    |                    |  |  |               |               |               |               |
|  | Date inconnue          |                        |                        |                        | Rogue | Rogue | 1                  | 1                  |                    |                    |  |  |               |               |               |               |
|  |                        |                        | Serral                 | Serral                 | 3     | 3     |                    |                    |                    |                    |  |  |               |               |               |               |
|  | Dark                   | Dark                   | Serral                 | Serral                 | 3     | 3     | 0                  | 0                  |                    |                    |  |  |               |               |               |               |
|  | Dark                   | Dark                   |                        |                        |       |       |                    | 0                  |                    |                    |  |  |               |               |               |               |
|  | Serral                 | Serral                 | 3                      | 3                      |       |       |                    |                    |                    |                    |  |  |               |               |               |               |
|  | Serral                 | Serral                 | 3                      | 3                      |       |       |                    |                    |                    |                    |  |  |               |               |               |               |
|  |                        |                        |                        |                        |       |       |                    |                    |                    |                    |  |  |               |               |               |               |